# Colibrí insigne
El colibrí insigne (Panterpe insignis) és una espècie d'ocell de la subfamília dels troquilins (Trochilinae) dins la família dels troquílids (Trochilidae) i única espècie del gènere Panterpe (Cabanis et Heine, 1860).

## Taxonomia
Aquesta espècie va ser descrita per Jean Cabanis i Ferdinand Heine en 1860, alhora que introduïen el monotípic gènere Panterpe.
Avui es reconeixen dues subespècies:
- Panterpe insignis insignis (Cabanis et Heine 1860), des del nord de Costa Rica, cap al sud, fins l'oest de Panamà.
- Panterpe insignis eisenmanni Stiles,FG, 1985, del nord-oest de Costa Rica.